# Cure (fiume)
La Cure è un fiume francese che scorre nella Borgogna, affluente destro della Yonne. È lungo circa 112 km.

## Percorso
La sorgente si trova nel comune di Anost, nel dipartimento di Nièvre. Confluisce nella Yonne a Cravant, una quindicina di chilometri prima di Auxerre.
Nel suo corso bagna i dipartimenti di Nièvre, Saona e Loira e Yonne.